# مالكوم كلارك (عالم الأحياء البحرية)
مالكوم كلارك (بالإنجليزية: Malcolm Clarke)‏ هو عالم الأحياء البحرية بريطاني، ولد في 24 أكتوبر 1930 في برمنغهام في المملكة المتحدة، وتوفي في 2013 في Pico Island ‏ في البرتغال.